# Rhaconotus caudatus
Rhaconotus caudatus är en stekelart som först beskrevs av Szepligeti 1914.  Rhaconotus caudatus ingår i släktet Rhaconotus och familjen bracksteklar. Inga underarter finns listade i Catalogue of Life.